# Adriaan van Solingen

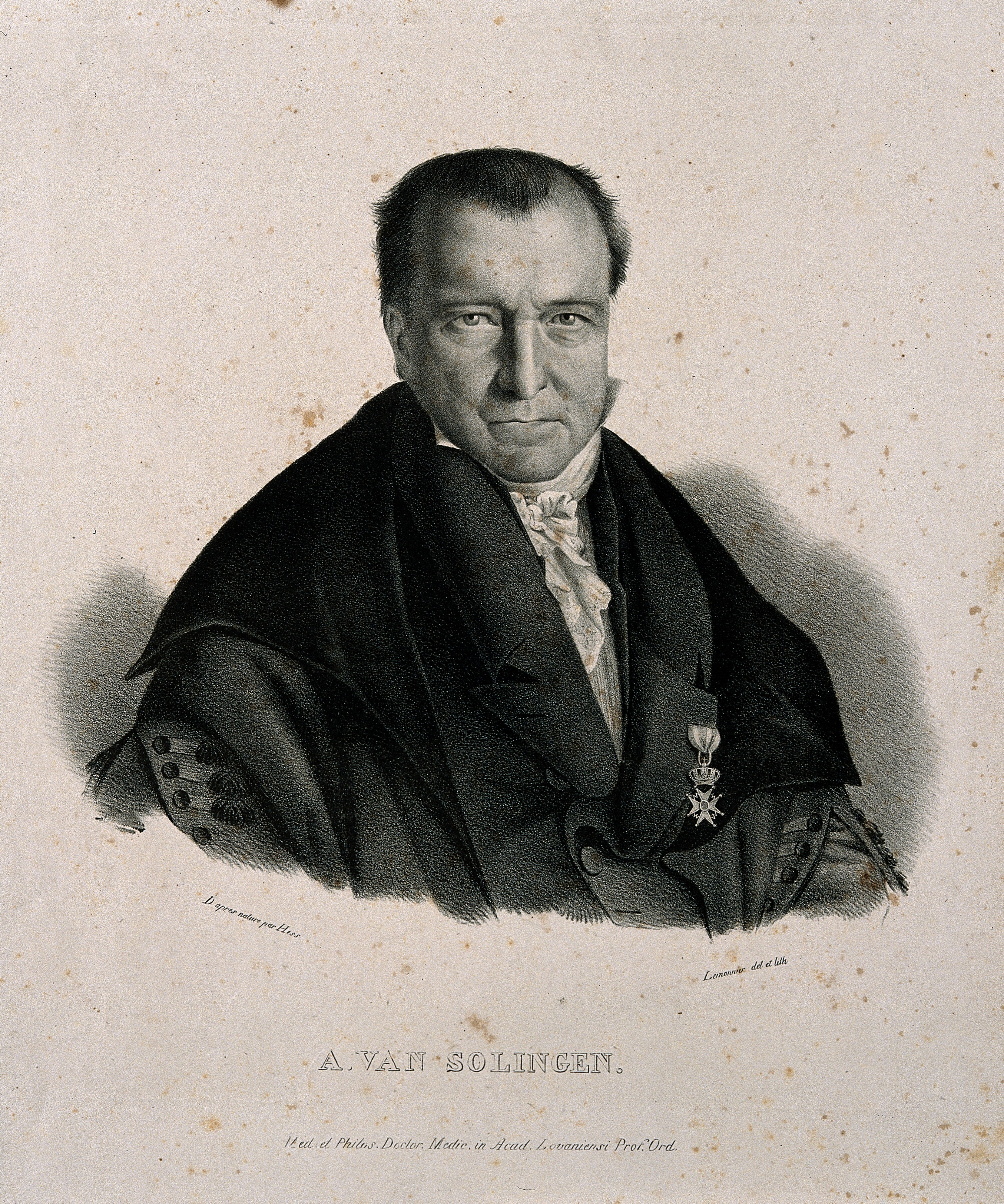
Portret

Adriaan van Solingen (Middelburg, 7 oktober 1758 - Doornik, 5 juli 1830) was een Nederlands arts en hoogleraar aan de Rijksuniversiteit Leuven.

## Levensloop
Tijdens zijn jeugdjaren sloot Van Solingen zich aan bij de Patriottenbeweging. Hij liet zich kennen door het publiceren van militante gedichten:
- De dapperheid der Batavieren (1774),
- Over de onheilen die uit de tweedragt en den oorlog voortvloeien (1775),
- De Batavieren (1776), een synthese van de twee eerste gedichten, die hij in het openbaar voordroeg in Middelburg en er werd gepubliceerd.

Hij ging vervolgens studeren aan de Universiteit Utrecht en promoveerde er:
- in 1782 tot doctor in de genees- en verloskunde,
- in 1783 tot doctor in de wijsbegeerte.

Hij vestigde zich als arts in Middelburg. Hij werd ook docent aan de Illustere school van Middelburg, in 1792 als lector en in 1801 als hoogleraar verloskunde.
In september 1820 werd hij benoemd tot hoogleraar aan de Rijksuniversiteit Leuven. Meteen benoemde de regering van het Verenigd Koninkrijk der Nederlanden hem ook tot voorzitter van de Commissie geneeskundig onderzoek voor de provincie Zuid-Brabant.

## Publicaties
- Verhandeling over eene beruchte proefneming van den geneesheer W. Noordwijk, 1782.
- Vroedkundige waarneming betreffende eene vooroverhelling der baarmoeder, 1784.
- Berigt van een Steatoma wegende tien ponden Middelburgs gewigt, in: Verhandelingen van het Zeeuws genootschap der Wetenschappen, Middelburg, 1790.
- Oratio inauguralis de praestantia recentiorum in arte obstetricia progressum, Middelburg, 1794.
- Redenvoering ter nagedachtenis van P. De Wind, Leiden, 1798.
- Het werktuigelijke der verlossing verklaard, betoogt en herleid tot één algemeen grondbeginsel, Leiden, 1799.
- Inwijdingsredevoering over de verpligtingen der verloskundigen in het bestuur der hartstogten bij de geboorte van den mensch, Middelburg, 1802.
- De facultate sentiendi et cognoscendi celeri et ex tempore factitanda medicis, Leuven, 1824.
- Verhandeling over het onregelmatige der weeën bij kraamenders en nieuwe bekkens, Amsterdam, 1825.